# Pic de Montestaure
El Pic de Montestaure és una muntanya de 2.659 metres que es troba entre els municipis de Lladorre, a la comarca del Pallars Sobirà i l'Arieja a França.